# Jeremy Sisto
Pour les articles homonymes, voir Sisto.
Jeremy Merton Sisto est un acteur américain, né le 6 octobre 1974 à Grass Valley, en Californie (États-Unis).

## Biographie
Jeremy Sisto est né le 6 octobre 1974 à Grass Valley, en Californie (États-Unis) Sa mère est l'actrice Reedy Gibbs et son père Dick Sisto. Sa sœur est l'actrice Meadow Sisto.
Il a grandi dans la partie inférieure des montagnes Sierra Nevada (États-Unis). À l’âge de 6 ans, sa famille a déménagé à Chicago.

### Vie privée
Il fut marié du 30 août 1993 au 21 juin 2002 à l'actrice Marisa Ryan.
Il est marié à Addie Lane depuis 2009. Ils ont deux enfants, Charlie Ballerina Sisto, née en 2009 et Bastian Kick Sisto, né en 2012.

## Carrière
Bien qu'il ait joué dans de nombreux films et séries de télévision, il est surtout connu pour son rôle de Cyrus Lupo dans New York, police judiciaire et celui de Billy Chenowith dans Six Feet Under.

## Filmographie

### Cinéma

#### Longs métrages
- 1991 : Grand Canyon de Lawrence Kasdan : Roberto
- 1994 : The Crew de Carl Colpaert : Timothy Grant
- 1995 : Souvenirs de l'au-delà / Aux Frontières de l'Au-delà (Hideaway) de Brett Leonard : Vassago
- 1995 : Les Collégiennes de Beverly Hills (Clueless) d'Amy Heckerling : Elton
- 1995 : Moonlight et Valentino (Moonlight and Valentino) de David Anspaugh : Steven
- 1996 : Lame de fond (White Squall) de Ridley Scott : Frank Beaumont
- 1997 : Les Rois du kidnapping (Suicide Kings) de Peter O'Fallon : T. K.
- 1998 : Bongwater de Richard Sears : Robert
- 1998 : Some Girl de Rory Kelly : Chad
- 1998 : Without Limits de Robert Towne : Frank Shorter
- 1999 : This Space Between Us (en) de Matthew Leutwyler (en) : Alex Harty
- 1999 : Trash de Mark Anthony Galluzzo : Sonny James
- 1999 : Little Savant de Jackson Nash : Flamingo
- 2000 : Cybertr@que (Takedown) de Joe Chappelle : Lance Petersen
- 2001 : Don's Plum de R. D. Robb (en) : Bernard
- 2001 : Les yeux d'un ange (Angel Eyes) de Luis Mandoki : Larry
- 2001 : Dead Dog de Christopher Goode : Tom Braeburn
- 2002 : May de Lucky McKee : Adam Stubbs
- 2002 : Now You Know (en) de Jeff Anderson : Jeremy
- 2002 : Robbing 'Hef de Devon Gummersall : Jackie
- 2003 : Thirteen de Catherine Hardwicke : Brady
- 2003 : Détour mortel (Wrong Turn) de Rob Schmidt (en) : Scott
- 2003 : The Movie Hero (en) de Brad T. Gottfred : Blake Gardner
- 2004 : One Point O de Jeff Renfroe et Marteinn Thorsson : Simon (également producteur du film)
- 2004 : Entre les mains de l'ennemi de Tony Giglio : Jason Abers
- 2004 : Dead and Breakfast de Matthew Leutwyler (en) : Christian
- 2004 : Le Livre de Jérémie (The Heart Is Deceitful Above All Things) d"Asia Argento : Chester
- 2004 : Method de Duncan Roy (en) : Jake Fields
- 2005 : Sept Ans de séduction (A Lot Like Love) de Nigel Cole : Ben Miller
- 2005 : The Nickel Children de Glenn Klinker : Le docteur
- 2005 : In Memory of My Father (en) de Christopher Jaymes (en) : Jeremy
- 2006 : Inconnus (Blackout) de Simón Brand (en) : L'homme menotté
- 2006 : Broken d'Alan White : Will
- 2006 : The Thirst (en) de Jeremy Kasten (en) : Darius
- 2006 : Population 436 de Michelle MacLaren : Steve Kady
- 2007 : Waitress d'Adrienne Shelly : Earl Hunterson
- 2008 : Gardens of the Night de Damian Harris : Jimmy
- 2008 : La Ligue des justiciers : Nouvelle Frontière (Justice League : The New Frontier) de Dave Bullock : Batman (voix)
- 2008 : A Cat's Tale : L'écureuil (voix)
- 2009 : Rosencrantz and Guildenstern Are Undead de Jordan Galland : Détective Wimbly
- 2009 : Into Temptation (en) de Patrick Coyle : Père John Buerlein
- 2011 : Sironia (en) de Brandon Dickerson (en) : Tucker
- 2012 : Robot & Frank de Jake Schreier : shérif Rowlings
- 2013 : As Cool as I Am (en) de Max Mayer : Guy Karlsburg
- 2014 : Break Point (en) de Jay Karas (en) : Jimmy (également producteur et scénariste du film)
- 2015 : Hangman (en) de Adam Mason : Aaron (également producteur du film)
- 2015 : H8RZ (en) de Derrick Borte : Mr Faustin
- 2015 : Batman vs. Robin de Jay Oliva : l'ergot (voix)
- 2016 : The Door de Johannes Roberts : Michael
- 2016 : Love Is All You Need? (en) de Kim Rocco Shields : M. Thompson
- 2016 : Girl Flu de Dorie Barton : Arlo
- 2017 : Ferdinand de Carlos Saldanha : Le père de Ferdinand (voix)
- 2019 : La Reine des neiges 2 (Frozen 2) de Chris Buck et Jennifer Lee : le roi Runeard (voix)
- 2021 : Last Night in Rozzie de Sean Gannet : Joey Donovan
- 2023 : Last straw de Alan Scott Neal : Edward Osborn

#### Courts métrages
- 1997 : Three Women of Pain de Marisa Ryan : Lance
- 2000 : Men Named Milo, Women Named Greta de Lawrence Greenberg : Deke Masters
- 2002 : Inside de Trevor Sands : Daniel
- 2003 : Something More de Devon Gummersall : Luke
- 2007 : The War Prayer de Michael A. Goorjian : l'étranger
- 2011 : Hook, Line and Sinker de Trevor Lawrence Young : Gordon
- 2012 : Blow Me de Silver Tree : Le golden Boy
- 2016 : The Second Sound Barrier de David Wain : Roger Valour
- 2016 : Girl Trip de Danielle Burgio et Jamieson Tabb : Jonah
- 2016 : The Second Sound Barrier de David Wain : Roger Valour
- 2020 : Wichita de Sergine Dumais : Josh

### Télévision

#### Séries télévisées
- 1997 : Duckman: Private Dick/Family Man : Bobby (voix)
- 1997 : Les Razmoket (Rugrats) : Larry (voix)
- 1998-1999 : La Famille Delajungle (The Wild Thornberrys) : D.J / L'annonceur radio (voix)
- 2001 : Au-delà du réel : L'aventure continue (The Outer Limits) : Tom
- 2001-2005 : Six Feet Under : William "Billy" Chenowith
- 2003 : La Treizième Dimension (The Twilight Zone) : Grady Finch
- 2003 : Dawson (Dawson's Creek) : Christopher
- 2003-2004 : Ancient Egyptians (en) : le narrateur
- 2006 : Rêves et Cauchemars (Nightmares & Dreamscapes) : Willie Evans
- 2006-2007 : Kidnapped : Lucian Knapp
- 2006-2015 : American Dad! : Mitch (voix)
- 2007 : Numb3rs : Alvin Brickle
- 2007 : My Boys (en) : Thorn
- 2007-2010 : New York, police judiciaire (Law & Order) : Inspecteur Cyrus Lupo
- 2011 - 2014 : Vie de banlieue (Suburgatory) : George Altman
- 2015 : The Returned : Peter Lattimore
- 2015 : Last Week Tonight with John Oliver : Le policier
- 2015 : Wicked City : Jack Roth
- 2016-2018 : Ice (en) : Freddy Green
- 2017 : The Long Road Home : Sergent Robert Miltenberger
- depuis 2018 : FBI : Agent Spécial Jubal Valentine
- 2020 : Most Wanted Criminals (FBI : Most Wanted) : Agent Spécial Jubal Valentine
- 2020 : Robot Chicken : Marv Merchants / Tywin Lannister (voix)
- 2021-2022 : FBI: International : Agent Spécial Jubal Valentine

#### Téléfilms
- 1992 : Desperate Choices: To Save My Child (en) de Andy Tennant : Josh Ryan
- 1994 : Un chien peut en cacher un autre (en) de Dennis Dugan : Trey Miller
- 1998 : The Day Lincoln Was Shot (en) de John Gray : Frederick Seward
- 1999 : Jésus de Roger Young : Jésus
- 1999 : The 60's de Mark Piznarski : Kenny Klein
- 2002 : Jules César (Julius Caesar) d'Uli Edel : Jules César
- 2016 : The Jury de Neil Burger : Dan
- 2019 : Awokened de Daryl Wein (en) : Dretti

### Clips musicaux
- 1984 : We're Not Gonna Take It de Twisted Sister
- 2007 : Wake Up Call de Maroon 5

## Voix françaises
Maurice Decoster est la voix française régulière de Jeremy Sisto le doublant notamment dans : Six Feet Under, Method, U-Boat : Entre les mains de l'ennemi, Blackout, Rêves et Cauchemars, Kidnapped, Numbers, New York, police judiciaire, Waitress, Suburgatory, Robot and Frank, FBI, FBI: Most Wanted, etc.
Il a également été doublé par :
- Emmanuel Jacomy dans Au-delà du réel : L'aventure continue
- Emmanuel Curtil dans Suicide Kings
- Joël Zaffarano dans Thirteen